# John Dolibois
John Ernest Dolibois, pierwotnie Jean Ernst Dolibois (ur. 4 grudnia 1918 w Bonnevoie, zm. 2 maja 2014 w Wyomingu) – amerykański urzędnik administracji uczelnianej, dyplomata. Z wykształcenia psycholog, był ostatnim żyjącym amerykańskim uczestnikiem przesłuchań niemieckich zbrodniarzy wojennych przed procesem norymberskim.

## Życiorys
Urodził się w Luksemburgu, gdzie spędził też pierwsze lata życia; matka zmarła krótko po jego urodzeniu w czasie epidemii grypy. W 1931 razem z ojcem, z pochodzenia Francuzem, dołączył do starszej siostry, która wyszła za mąż za Amerykanina i mieszkała w Akron (Ohio). Liczył już sobie wówczas 12 lat, ale wobec kompletnej nieznajomości języka edukację zaczynał od przedszkola. W latach szkolnych był aktywny w ruchu skautowskim (Boy Scouts of America), doszedł do wysokich stopni w organizacji skautowskiej (w 1957 otrzymał wyróżnienie Silver Beaver Award, w 1972 stopień Distinguished Eagle Scout). Jako szkołę średnią ukończył Akron North High School. W 1941 uzyskał obywatelstwo amerykańskie, a w 1942 obronił bakalaureat z psychologii na Miami University w Oxfordzie (Ohio), działając jednocześnie w bractwach studenckich. Przez krótki czas pracował po studiach jako inżynier w firmie Procter & Gamble. Powołany do wojska, służył w czasie II wojny światowej początkowo jako czołgista, potem wykorzystano jego biegłą znajomość niemieckiego do pracy w wywiadzie wojskowym. W 1945 znalazł się w zespole przesłuchującym zatrzymanych zbrodniarzy wojennych przed procesem norymberskim, m.in. Hermanna Göringa. Pozyskał zaufanie przesłuchiwanych za sprawą nieporozumienia, Göring uznał go bowiem za oficera odpowiedzialnego za dopilnowanie przestrzegania warunków konwencji genewskiej. Śledztwo prowadzono w przekształconym na areszt hotelu w miejscowości Mondorf-les-Bains w Luksemburgu, gdzie Dolibois bywał jako dziecko. W zespole śledczych wykorzystywano też jego wiedzę zawodową jako psychologa. Wojsko opuścił w randze kapitana.
Po wojnie powrócił na krótko do pracy w Procter & Gamble, a w 1947 przeszedł do administracji uczelnianej Miami University. W swojej macierzystej uczelni zajmował się głównie sprawami rozwoju i studenckimi, dochodząc do stanowiska zastępcy prezydenta. Przyczynił się do zainicjowania w 1968 programu wymiany zagranicznej z Luksemburgiem, który stał się podstawą powołanego w 1987 Miami University John E. Dolibois European Center. Z przeprowadzonej w latach 1978–1981 pierwszej uniwersyteckiej zbiórki pieniędzy Dolibois zgromadził środki na budowę centrum sztuki, centrum konferencyjnego, stadionu futbolowego oraz na szereg stypendiów.
We wrześniu 1981 został mianowany ambasadorem USA w Luksemburgu. W ciągu czteroletniej misji podejmował w ambasadzie m.in. wiceprezydenta George’a Busha, sekretarzy stanu Alexandra Haiga i George’a Shultza, sekretarza obrony Caspara Weinbergera. Pracę w ambasadzie zakończył 17 września 1985, a w 2003 w uznaniu jego zasług dla stosunków amerykańsko-luksemburskich budynek ambasady otrzymał na mocy rezolucji Senatu nazwę Dolibois House. Po przejściu na emeryturę opublikował wspomnienia Pattern of Circles (1989). Często spotykał się ze studentami Miami University, opowiadając o wydarzeniach związanych z procesem norymberskim.
Otrzymał najwyższe odznaczenia Wielkiego Księstwa Luksemburga: Krzyż Orderu Dębowej Korony (1987) i komandorię Orderu Zasługi (1976). W 1984 otrzymał od macierzystej uczelni doktorat honorowy, a w 1977 Medalion Benjamina Harrisona (dla osób zasłużonych dla edukacji, związanych z uczelnią, której absolwentem był patron-prezydent USA). W 2002 otrzymał też inauguracyjną uczelnianą nagrodę historyczną im. Michaela J. Colligana. W 1997 wpisano jego nazwisko do Hall of Fame weteranów Ohio.
Był żonaty od czasów studiów z Winifred Englehart (absolwentką Miami University z 1942), zmarłą w 2009. Miał trzech synów: Briana Charlesa (zmarł w 1991), Johna Michaela, Roberta Josepha. Zmarł 2 maja 2014.